# Лемгай (округ, Айдахо)
Шаблон:StateAbbr_ 44°58′ пн. ш. 113°57′ зх. д. / 44.96° пн. ш. 113.95° зх. д.
Округ  Лемгай (англ. Lemhi County) — округ (графство) у штаті  Айдахо, США. Ідентифікатор округу 16059.

## Історія
Округ утворений 1869 року.

## Демографія
За даними перепису 
2000 року 
загальне населення округу становило 7806 осіб, зокрема міського населення було 3114, а сільського — 4692.
Серед мешканців округу чоловіків було 3887, а жінок — 3919. В окрузі було 3275 домогосподарств, 2217 родин, які мешкали в 4154 будинках.
Середній розмір родини становив 2,91.
Віковий розподіл населення поданий у таблиці:
| Стать    | До 15 років | 15-21 | 22-29 | 30-39 | 40-49 | 50-65 | 65-85 | Понад 85 |
| -------- | ----------- | ----- | ----- | ----- | ----- | ----- | ----- | -------- |
| Чоловіки | 804         | 367   | 197   | 413   | 614   | 865   | 582   | 45       |
| Жінки    | 777         | 340   | 209   | 468   | 628   | 816   | 604   | 77       |

## Суміжні округи
- Раваллі, Монтана — північ
- Бівергед, Монтана — північний схід
- Кларк — схід
- Б'ютт — південь
- Кастер — південний захід
- Веллі — захід
- Айдахо — північний захід

## Виноски
1. ↑  (unspecified title) — Москва: ВИНИТИ РАН, 1964. — С. 40. — 235 с.
2. ↑  Population and Housing Unit Estimates. Архів оригіналу за 2 червня 2016. Процитовано 7 вересня 2019.
3. ↑  U.S. Decennial Census. United States Census Bureau. Архів оригіналу за 4 квітня 2018. Процитовано 1 липня 2014.
4. ↑  Historical Census Browser. University of Virginia Library. Архів оригіналу за 11 серпня 2012. Процитовано 1 липня 2014.
5. ↑  Population of Counties by Decennial Census: 1900 to 1990. United States Census Bureau. Архів оригіналу за 30 жовтня 2014. Процитовано 1 липня 2014.
6. ↑  Census 2000 PHC-T-4. Ranking Tables for Counties: 1990 and 2000 (PDF). United States Census Bureau. Архів оригіналу (PDF) за 18 грудня 2014. Процитовано 1 липня 2014.
7. ↑  State & County QuickFacts. United States Census Bureau. Архів оригіналу за 17 липня 2011. Процитовано 1 липня 2014.(англ.) Наведено за англійською вікіпедією.
8. ↑  American FactFinder. Бюро перепису населення США. Архів оригіналу за 26 лютого 2012. Процитовано 31 січня 2008.

| США | Це незавершена стаття з географії США. Ви можете допомогти проєкту, виправивши або дописавши її. |